# Вилијам Џозеф Донован
Вилијам Џозеф Донован (енгл. William Joseph Donovan; Буфало, 1. јануар 1883 — Вашингтон, 8. фебруар 1959) је био генерал-мајор војске Сједињених Држава. Био је амерички војник, адвокат и обавештајни официр, а данас је највише остао упамћен као ратни лидер Уреда за стратешке услуге (OSS). Исто тако је остао упамћен као отац Централне обавештајне агенције. Одликован је највишим британским војним орденом.

## Детињство и младост
Донован је рођен у Буфалу, Њујорк. Похађао је католичке универзитете Св. Јован и Нијагара, пре тога је почео да игра амерички фудбал на терену Универзитета Колумбија. На терену, добио је надимак који је носио до краја живота Дивљи Бил. Донован је био члан студентског братства Фи капа пси. Дипломирао је 1905. године.
Донован је био члан њујоршког друштва, познати адвокат на Вол стриту и школски друг на Правном фалултету Универзитета Колумбија са Френклином Делано Рузвелтом, премда нису били блиски у то време.
Године 1912. Донован је основао и предводио коњичке трупе њујоршке државне милиције, коју је 1916. служио на америчко-мексичкој граници током похода Панча Виље.

## Први светски рат
Током Првог светског рата, Донован је организовао батаљон војске Сједињених Држава, који се налазио у саставу 165. регименте у 42. дивизији, који је предат из Националне гарде под команду регуларне војске из 69. коју су чинили добровољци из Њујорка. У Француској један од његових јуришника био је писац Џојс Килмер. Током војне службе у Француској 14. и 15. октобра 1918, добио је награду Медаљу части. На крају рата је примио унапређење у чин пуковника, Ордена заслужног крста, друго високо војно одликовање, и трећу Пурпурно срце.

## Између два рата
После рата, био је јавни тужилац у Западном Дистрикту Њујорка, највећи део своје енергије применио је у Прохибицији. Био је неуспешан као Републиканац у трци за Гувернера Њујорка 1932. године када га је поразио Демократа Херберт Х. Лехман. Председник Калвин Кулиџ га је именовао у Министарство правде.

## Други светски рат
Донован је током многих путовања Европом у међуратном периоду стекао убеђење да је нови велики рат неизбежан. Својим иностраним искуством и реализмом је привукао пажњу и пријатељство председника Рузвелта. Током 1940-41. је путовао као неформални председников емисар у Велику Британију где је требало проценити тамошњу издржљивост према немачкој агресији. У истом периоду, јануара 1941, посетио је и Београд.